# Јакубу Говон
Јакубу Џек Дан Јума-Говон (енгл. Yakubu "Jack" Dan Yumma-Gowon; Лур, 19. октобар 1934) био је један у низу војних вођа који су владали Нигеријом после независности. Био је државни поглавар Нигерије од 1966. до 1975. године, функција која одговара дужностима председника.

## Биографија
Рођен је 1934. године, као припадник племена Нгас у селу Лур, општина Канке, централна Нигерија. Потиче из хришћанске породице, а одрастао је у месту Заира. У 20. години, 1954, пријавио се у нигеријску војску, а већ наредне године, добио је чин другог поручника.
Дошао је на власт у војном удару. Те 1966. године је у јануару срушена цивилна управа. Именовани вођа, Џонсон Агији-Иронси није се показао као добар избор. Укинуо је федералистичко уређење, а уместо тога увео је унитарну државу. Потез који је пресудио, био је Иронсијева аболиција злочинаца, који су били срушили цивилну власт.
Кад је јануара 1966. пао председник Азикиве, догодила су се убиства многих цивилних политичара са севера и запада земље, а само је један припадник племена Игбо погинуо. Огорчени етноцентристичким режимом, група официра се одлучила за пуч.
Дана 29. јула 1966. године, Иронси је био убијен, а потпомогнут угледним официрима, Говон је, као потпуковник, дошао на власт. По доласку на власт, укинуо је Иронсијеве реформе које су се тицале унитаризације државе. Иако је спречио сецесију Источне Нигерије 1967 — 1970, није се исказао у мирнодопским условима. Лоше је господарио државом, те су се обогатили разни опортунисти и сумњивци.
На девету годишњицу пуча, 1975. године, огорчени и разочарани и овим вођом, мајор Теофилус Данџума и капетан Мартин Адаму, срушили су Говона и на власт су поставили бригадира Мурталу Мохамеда.
Говон је отишао у егзил у Уједињено Краљевство и тамо студирао, напослетку стекавши докторат из политичких наука. Вратио се у Нигерију тек кад је успостављена Друга Нигеријска Република 1980-их.
Данас активно учествује у раду многих хуманитарних удружења у борби против Сиде и осталих болести које представљају проблем за његову и суседне земље.